# For-løkke
En for-løkke er et begreb indenfor datalogi, og i særdeleshed programmering, som betegner en bestemt type af løkke. For-løkken indgår i de fleste programmeringssprog. En for-løkke kan eksempelvis bruges i det tilfælde, hvor man ved præcist, hvor mange gange nogle bestemte operationer skal gentages.

## Eksempel

### Java
Dette program viser, hvordan man i Java kan beregne og udskrive de ti første tal i anden potens:
```
 
public
 
class
 
ForTest

 
{

    
public
 
static
 
void
 
main
(
args
[]
 
a
)

    
{

       
for
(
int
 
i
=
0
;
 
i
<=
9
;
 
i
++
)

       
{

          
System
.
out
.
print
(
i
*
i
 
+
 
" "
);

       
}

    
}

 
}

```

Princippet er, at man starter med en tællevariabel i, sat til 0. Sidste led i "for-parentesen" angiver, at man skal lægge én til tællevariablen for hver gang operationerne i løkken er udført. Det midterste led fortæller, at denne operation skal gentages så længe i er mindre end eller lig med 9. Til dette meget simple program vil outputtet være:
```
0 1 4 9 16 25 36 49 64 81
```